# Broșteni, Suceava
Brosteni là một thị trấn thuộc hạt Suceava, România. Dân số thời điểm năm 2002 là 6617 người.